# Silesia Volley I Mysłowice/Chorzów
Silesia Volley I Mysłowice/Chorzów – polska kobieca drużyna siatkarska, która powstała w 2010 roku w wyniku porozumienia dwóch klubów z I ligi: MOSiR Mysłowice i Sokół Chorzów. Mecze zespołu będą rozgrywane w Mysłowicach i Chorzowie.